# Llista d'ecoregions de Ruanda
A continuació es mostra una llista d'ecoregions de Ruanda, d'acord amb el Fons Mundial per la Natura (WWF).

## Ecoregions terrestres
Per tipus d'hàbitat principal:

### Boscos tropicals i subtropicals de frondoses humits
- Selva montana de la falla Albertina

### Praderies, sabanes i matollars tropicals i subtropicals
- Mosaic de selva i sabana de la conca del llac Victòria

### Praderies i matollars de muntanya
- Erm de les muntanyes Ruwenzori i Virunga

## Ecoregions d'aigua dolça
Per bioregió: 

### Grans Llacs
- Conca del Llac Victòria